# نتريل

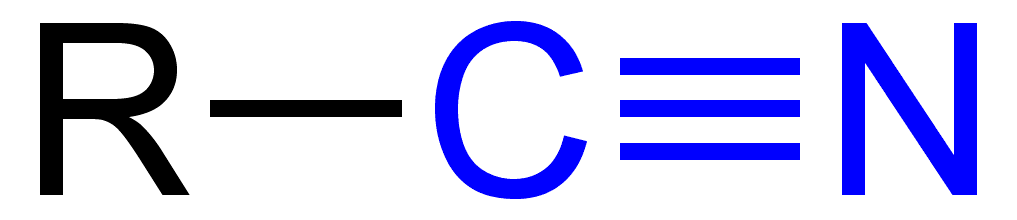
مجموعة النتريل

النتريلات هو صنف من المركبات العضوية والتي تحوي على المجموعة الوظيفية C≡N- والتي تدعى بمجموعة النتريل. توجد هناك رابطة ثلاثية في مجموعة النتريل بين الكربون والنتروجين.
تستخدم السابقة سيانو في تسمية المركبات الكيميائية الحاوية على مجموعة النتريل في البنية الجزيئية للمركب. هناك طريقتين للتسسميه اما ذكر سيانيد ثم السلسلة الهيدروكربونيه أو نبدل مقطع (ويك) من الحمض الكربوكسيلي المناظر واضافه مقطع نيتريل يصبح:اسيتو نيتريل.

## معرض صور

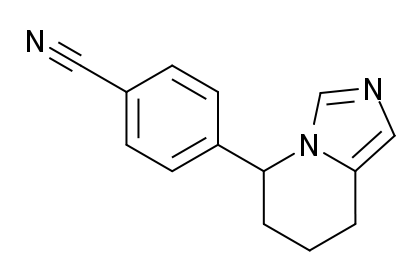